# Ojnice

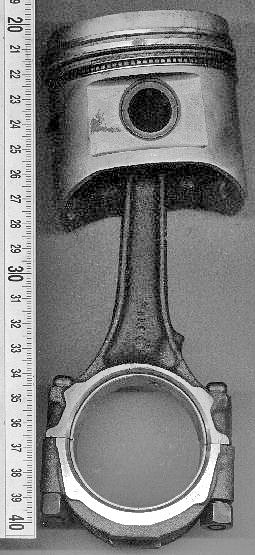
Ojnice s pístem

Ojnice je specializovaná strojní součást sloužící pro mechanický přenos hnacích sil. Jedná se o tyč (podélný nosník), která v pístových strojích převádí posuvný pohyb na rotační, nebo naopak.
Jeden konec ojnice je připevněn čepem k pístu (případně ke křižáku například u parních strojů) a druhý konec ke klice na klikovém hřídeli nebo kole. Ojnice je jednou z nejnamáhanějších částí motoru. Bývá proto pro velkou mechanickou pevnost vyrobena nejčastěji kováním z kvalitní legované oceli nebo pevných lehkých slitin. Je kombinovaně namáhána především na vzpěr, dále na tah a ohyb, protože její rychlost, směr pohybu i poloha se periodicky mění. Oko i ojniční ložisko je také namáháno plošným tlakem. Ojnice musí vykazovat vysokou provozní odolnost proti rázovému namáhání. Během doby životnosti běžného spalovacího motoru obvykle ojnice vykoná i několik desítek miliónů zdvihů a to bez jakéhokoliv poškození. Kromě mechanického namáhání se také jedná o namáhání tepelné, které je dáno především provozní teplotou stroje. Důležitým provozním parametrem je také předpokládaná míra přirozeného opotřebení oka i ojničního čepu během doby životnosti stroje. Pro víceválcové rychloběžné stroje se ojnice vyvažují pro srovnání posuvných a rotačních hmot dílů jednotlivých válců ovlivňujících celkové vyvážení stroje.
Ojnice se skládá z:
- oka ojnice – (malé oko) slouží pro připevnění k hlavě pístu nebo plunžru pomocí pístního čepu nebo ke křižáku pomocí ojničního čepu. U velkých strojů může být dělené se šroubovaným víkem. Moderní stroje využívají tzv. trapézový tvar – rozdílnou šířku po výšce oka ojnice umožňující s výhodou rozšířit plochy namáhané opačným tlakem zároveň na pístu i oku ojnice a snížit tak namáhání těchto dílů i pístního čepu. Oko je většinou opatřeno otvorem i přes ložisko pro mazání čepu rozstřikem maziva
- dříku ojnice – spojuje oko ojnice s patou ojnice, u některých strojů může obsahovat kanálek pro vedení oleje mazání pístního čepu / křižáku či chlazení postřikem dna pístu
- paty ojnice – s pomocí víka ojnice je ojnice přichycena k ojničnímu ložisku (např. kliková hřídel motoru), u malých strojů s dělenou klikou je „velké oko“ nedělené. Dělené může být symetricky (obr.) či nesymetricky pro usnadnění demontáže (např. válcem motoru). Dělicí rovina pak bývá pro jištění polohy vybavena zuby, drážkováním, u moderních motorů dokonce lomovou plochou – na polotovaru je víko v definovaném místě dělení odtrženo, pak namontováno zpět a teprve opracován vývrt. Nerovná unikátní lomová plocha tak ještě účinněji nahrazuje drážkování. Někdy není vrtán dřík ojnice, ale mazání pístního čepu, či chlazení dna pístu je zajištěno postřikem olejem z trysky na „velkém oku“ ojnice (obr.)
- ojniční šrouby – (má-li ojnice dělené oko/oka) vysoce namáhané, pro jištění polohy víka většinou lícované šrouby, někdy průběžné s maticemi (obr.)

Ložiska ojnice jsou výjimečně valivá (u malých dvoutaktů s horším mazáním směsí paliva), v naprosté většině případů kluzná (tzv. pánvičková ložiska) a vyžadují proto dobré mazání. U velkých spalovacích motorů bývá mazivo, strojní olej, k ojničnímu ložisku přiváděno pod tlakem dutinou (kanálem) vytvořenou přímo v klikové hřídeli stroje, popř. dále kanálky ojnice.